# Neomixorthezia machupicchui
Neomixorthezia machupicchui är en insektsart som beskrevs av Konczné Benedicty och Kozár in Kozár 2004. Neomixorthezia machupicchui ingår i släktet Neomixorthezia och familjen vaxsköldlöss.
Artens utbredningsområde är Peru. Inga underarter finns listade i Catalogue of Life.